# In-Quest
Gli In-Quest sono stati un gruppo progressive death metal belga, precisamente da Turnhout.

## Storia del gruppo
Le origini del gruppo risalgono al 1992 quando Noise Grinder, Gert Monden, Laurent Swaan e Jan Geenen formano i "System Shit", gruppo che due anni dopo cambierà nome nell'attuale "In-Quest".
La band ha al suo attivo sei album, tre EP, un demo e uno split con i Sarcastic Terror.

## Formazione

### Formazione attuale
- Mike "MiQe" Löfberg - voce (2004-)
- Gert Monden - batteria (1994-)
- Douglas Verhoeven - chitarra (1999-)
- Korneel "Korre" Lauwereins - basso (2007-2010), chitarra (2010-)
- Frederick Peeters - basso (2010-)

### Ex componenti
- Laurent Swaan - chitarra (1994)
- Wim Roelants - chitarra (1994-1999)
- N.G. "Noise Grinder" - voce (1994-2002)
- Dimitri Janssens - voce (live) (2002)
- Sven de Caluwé - voce (2002-2004)
- Manu Van Tichelen - basso (1997-2005)
- Jann Geenen - basso (1994-1997), chitarra (1997-2006)
- Ian Van Gemeren - chitarra (live) (2006)
- Joël Decoster - basso (2005-2007)
- Valéry Bottin - chitarra (2006-2010)

## Discografia

### Album
- 1997 - Extrusion - Battlehymns
- 1999 - Operation: Citadel
- 2004 - Epileptic
- 2005 - The Comatose Quandaries
- 2009 - Made Out of Negative Matters
- 2013 - Chapter IIX - The Odyssey of Eternity

### Demo
- 1995 - Xylad Valox

### EP
- 1995 - Rewarded with Ingratitude/Infernal Hatred (split con i Sarcastic Terror)
- 2003 - Destination: Pyroclasm
- 2010 - The Liquidation Files